# Khát vọng Thăng Long
Khát vọng Thăng Long é um filme de drama vietnamita de 2010 dirigido e escrito por Lưu Trọng Ninh e Charlie Nguyen. Foi selecionado como representante do Vietnã à edição do Oscar 2011, organizada pela Academia de Artes e Ciências Cinematográficas.